# Dimensión de un espacio vectorial
La dimensión de un espacio vectorial (también llamada dimensión de Hamel de un espacio vectorial, para distinguirla de la dimensión de Hilbert en el caso de los espacios de Hilbert) es el número de vectores que forman una base [de Hamel] del espacio vectorial.

## Introducción
Dado un espacio vectorial pueden considerarse conjuntos de vectores {\displaystyle S} de un espacio vectorial {\displaystyle V} y se puede examinar si poseen algunas de estas propiedades:
1. Independencia lineal se dice que un conjunto de vectores {\displaystyle S\subseteq V} es linealmente independiente si para cualquier número finito de vectores se cumple que:

{\displaystyle \lambda _{1}v_{1}+\lambda _{2}v_{2}+\dots +\lambda _{n}v_{n}=0\Rightarrow \lambda _{1}=\lambda _{2}=\lambda _{n}=\dots =0,\quad v_{i}\in S,\lambda _{i}\in \mathbf {K} }

Nótese que en un espacio vectorial de dimensión finita {\displaystyle n}, el máximo número de vectores linealmente independientes es {\displaystyle n}.
2. Conjunto generador, dado un subespacio lineal {\displaystyle L} se dice que un conjunto {\displaystyle S} es generador de {\displaystyle L} si:

{\displaystyle x\in L\Leftrightarrow \exists \mu _{1}\dots \mu _{n}:x=\mu _{1}v_{1}+\dots \mu _{n}v_{n},\quad v_{i}\in S,\mu _{i}\in \mathbf {K} }

Nótese que un conjunto finito de m elementos puede generar a lo sumo un subespacio L de dimensión a lo sumo m.
Un conjunto que sea linealmente independiente (1) y generador del espacio vectorial (2) se dice que es una base vectorial. El teorema de intercambio de Steinitz permite demostrar que todas las bases de un espacio vectorial son conjuntos con el mismo número de elementos (es decir, conjuntos que tienen el mismo cardinal). Y el número común de elementos de una base cualquiera es precisamente la dimensión del espacio vectorial.
Nótese un hecho importante, si se cambia el cuerpo de los escalares, de {\displaystyle \mathbb {R} } a {\displaystyle \mathbb {C} }, entonces el mismo punto {\displaystyle M} será determinado por el complejo {\displaystyle z_{M}=x+y{\text{i}}}, es decir por un solo parámetro.
La dimensión del plano real {\displaystyle P} es 1 sobre {\displaystyle \mathbb {C} } y dos sobre {\displaystyle \mathbb {R} }:

{\displaystyle {\begin{matrix}\dim _{\mathbb {C} }P&=&1\\\dim _{\mathbb {R} }P&=&2\end{matrix}}}

Un plano real es por lo tanto una recta compleja. La apelación plano complejo para designar un plano real con escritura compleja de las coordenadas ({\displaystyle x+y{\text{i}}} en vez de {\displaystyle (x,y)}) es errónea, pero muy común.
El espacio ambiente es tridimensional y se requiere por lo tanto tres reales {\displaystyle (x,y,z)} para definir un punto. No se le puede considerar como un espacio sobre {\displaystyle \mathbb {C} }.
En la teoría de la relatividad, se añade una cuarta variable: el tiempo, y un punto {\displaystyle (x,y,z,t)} de este espacio cuadridimensional corresponde a un evento o acontecimiento (las coordenadas nos dicen donde y cuando ocurrió).
En algunas teorías actuales, los físicos trabajan en un modelo del espacio con once dimensiones, pero sobre el conjunto de los enteros, y no los reales. Como el conjunto {\displaystyle \mathbb {Z} } de los enteros no es un cuerpo sino un anillo, el espacio no es vectorial (se dice que es un módulo). Sin embargo, la definición de la dimensión es válida en tales espacios. En este ejemplo, la mayoría de las dimensiones son enrolladas sobre sí mismas, como una serpiente que se muerde la cola. Su curvatura es enorme, pues su radio es microscópico, menor que el de un núcleo. Los espacios vectoriales no tienen curvatura.

## Definición formal
Más formalmente la dimensión de un espacio vectorial se define como el cardinal de una base vectorial para dicho espacio. Por el axioma de elección todo espacio tiene una base (incluso el espacio {\displaystyle \{0\}}, ya que el vacío es una base), y puesto que el teorema de intercambio de Steinitz demuestra que todas las bases vectoriales finitas tienen el mismo cardinal y que se puede extender esto a cardinales infinitos por el teorema de Löwig, entonces resulta el concepto de dimensión está bien definido. Conviene notar que existen espacios vectoriales tanto de dimensión finita como de dimensión infinita (el espacio vectorial de los polinomios de una variable, por ejemplo, tiene dimensión {\displaystyle \aleph _{0}}).
La dimensión de un espacio coincide además con los dos cardinales siguientes:
- El máximo número de vectores linealmente independientes de dicho espacio.
- El mínimo número de vectores que forman un conjunto generador para todo el espacio.

## Dimensión de un subespacio
La definición sigue siendo la misma en el caso de un subespacio, pero existe un método particular de calcularla cuando el subespacio es definido como espacio generado por sistema de vectores.
Veámoslo en un ejemplo. En el espacio {\displaystyle \mathbb {R} ^{3}}, sean los vectores:

{\displaystyle u={\begin{pmatrix}1\\3\\-2\end{pmatrix}},v={\begin{pmatrix}-2\\1\\3\end{pmatrix}},w={\begin{pmatrix}-3\\5\\4\end{pmatrix}}{\mbox{ y }}n={\begin{pmatrix}4\\5\\-7\end{pmatrix}}}

Cuatro vectores no pueden ser independientes en {\displaystyle \mathbb {R} ^{3}}, por lo tanto tienen que existir relaciones de dependencia:
{\displaystyle x{\begin{pmatrix}1\\3\\-2\end{pmatrix}}+y{\begin{pmatrix}-2\\1\\3\end{pmatrix}}+z{\begin{pmatrix}-3\\5\\4\end{pmatrix}}+t{\begin{pmatrix}4\\5\\-7\end{pmatrix}}={\begin{pmatrix}0\\0\\0\end{pmatrix}}}
lo que se puede escribir en forma matricial :
{\displaystyle {\begin{pmatrix}1&-2&-3&4\\3&1&5&5\\-2&3&4&-7\end{pmatrix}}{\begin{pmatrix}x\\y\\z\\t\end{pmatrix}}={\begin{pmatrix}0\\0\\0\end{pmatrix}}}
Llamemos {\displaystyle A} a la matriz anterior, y {\displaystyle c} el vector columna. Esta relación significa que el vector {\displaystyle c} pertenece al núcleo de {\displaystyle A}, que se nota {\displaystyle {\text{Ker}}(A)} (del alemán Kern, núcleo). El espacio generado es el conjunto de los 
{\displaystyle xu+yv+zw+tn},
es decir de los {\displaystyle Ax}: es la imagen de {\displaystyle A}.
Resulta intuitivo que cuanto mayor es el núcleo, menor es la imagen, en términos de dimensiones.
Concretamente, si llamamos rango de A a la dimensión de su imagen: {\displaystyle {\text{rg}}(A)={\text{dim}}({\text{Im}}~A)}, tenemos la relación (llamada teorema rango-nulidad):
{\displaystyle {\text{rg}}(A)+{\text{dim}}({\text{Ker}}~A)={\text{dim}}(E)} ({\displaystyle E}: espacio de entrada de {\displaystyle A}, aquí {\displaystyle E=\mathbb {R} ^{4}}).
Busquemos {\displaystyle {\text{dim}}({\text{Ker}}~A)}: 
{\displaystyle \left\{{\begin{matrix}(I)&x-2y-3z+4t=0\\(II)&3x+y+5z+5t=0\\(III)&-2x+3y+4z-7t=0\end{matrix}}\right.\Leftrightarrow \left\{{\begin{matrix}(I)&x-2y-3z+4t=0\\(IV)=(II)-3(I)&7y+14z-7t=0\\(V)=(III)+2(I)&-y-2z+t=0\end{matrix}}\right.}
{\displaystyle \Leftrightarrow \left\{{\begin{matrix}(I)&x-2y-3z+4t=0\\(IV)/7&y+2z-t=0\\-(V)&y+2z-t=0\end{matrix}}\right.}
Quedan dos ecuaciones no proporcionales, por lo tanto independientes, y cada una resta 1 a la dimensión, que vale inicialmente 4. Resulta que {\displaystyle {\text{dim}}({\text{Ker}}~A)=2}.  
Sin embargo, se puede constatar de otra manera: Las dos ecuaciones permiten expresar {\displaystyle y}, luego {\displaystyle x} en función de {\displaystyle z} y {\displaystyle t}, por consiguiente solo quedan dos variables libres, y la dimensión es 2. 
Aplicando la fórmula: {\displaystyle {\text{rg}}(A)=4-2=2}. El subespacio es un plano.

## Fórmula de las dimensiones de Grassmann
Si {\displaystyle U_{1}} y {\displaystyle U_{2}} son subespacios de un espacio vectorial de dimensión finita, se cumple: 

{\displaystyle {\mbox{dim}}(U_{1}+U_{2})={\mbox{dim}}\ U_{1}+{\mbox{dim}}\ U_{2}-{\mbox{dim}}(U_{1}\cap U_{2})}

## Ejemplos
- Todo espacio euclídeo tiene dimensión finita sobre {\displaystyle \mathbb {R} }.
- El conjunto de los números complejos {\displaystyle \mathbb {C} } es de dimensión 1 sobre {\displaystyle \mathbb {C} }, es decir, {\displaystyle \mathrm {dim} _{\mathbb {C} }(\mathbb {C} )=1}, sin embargo, sobre {\displaystyle \mathbb {R} } es dimensión 2, {\displaystyle \scriptstyle \mathrm {dim} _{\mathbb {R} }(\mathbb {C} )=2}.
- El conjunto de los cuaterniones de Hamilton {\displaystyle \mathbb {H} }, satisface {\displaystyle \mathrm {dim} _{\mathbb {R} }(\mathbb {H} )=4} y {\displaystyle \mathrm {dim} _{\mathbb {C} }(\mathbb {H} )=2}.
- Dado un cuerpo {\displaystyle \mathbb {K} }, el conjunto:

{\displaystyle \mathbb {K} ^{n}=\underbrace {\mathbb {K} \times \dots \times \mathbb {K} } _{n}}
satisface {\displaystyle \mathrm {dim} _{\mathbb {K} }\left(\mathbb {K} ^{n}\right)=n}.
- Todo conjunto con estructura de cuerpo {\displaystyle \mathbb {K} } es un espacio vectorial sobre sí mismo de dimensión 1. Si se considera un subcuerpo {\displaystyle \mathbb {K} _{1}} entonces el cuerpo original es un espacio vectorial sobre el subcuerpo. Si {\displaystyle \mathbb {K} } es una extensión algebraica de {\displaystyle \mathbb {K} _{1}} entonces la dimensión del cuerpo original sobre el subcuerpo es finita.
- El conjunto de matrices {\displaystyle {\mathcal {M}}_{n\times n}(\mathbb {K} )} es un espacio vectorial de dimensión {\displaystyle n^{2}}.
- El espacio vectorial de los polinomios {\displaystyle \mathbb {K} [X]} tiene dimensión infinita sobre {\displaystyle \mathbb {K} }, concretamente, {\displaystyle \mathrm {dim} _{\mathbb {K} }(\mathbb {K} [X])=\aleph _{0}}.
- El conjunto de números reales tiene dimensión 1 cuando se considera como cuerpo de escalares {\displaystyle \mathbb {R} }, pero si se considera un subcuerpo numerable de los reales, como por ejemplo los número racionales {\displaystyle \mathbb {Q} } entonces la dimensión es infinita (no numerable), en concreto, {\displaystyle \mathrm {dim} _{\mathbb {Q} }(\mathbb {R} )=\aleph _{1}}.